# One More Time (álbum)
One More Time es el segundo álbum de estudio del dúo musical estadounidense Andy & David Williams, compuesto por los sobrinos gemelos del cantante Andy Williams. Fue publicado en noviembre de 1973 a través de MCA Records.

## Promoción
La canción que da nombre al álbum, «One More Time», fue publicada el 15 de junio de 1973 como el sencillo principal del álbum. Un escritor no especificado de la revista Cash Box declaró: “Este dúo no tardó mucho en convertirse en ídolos adolescentes. Junto con el magnífico toque de producción de Wes Farrell y una canción coescrita por Austin Roberts, parece que Andy & David están en camino a las listas nacionales. Gran atractivo pop aquí”. Un escritor no especificado de la revista Record World comentó: “Los sobrinos de Big Andy lo han intentado varias veces, pero este es su mayor esfuerzo hasta la fecha. La balada de Austin Roberts-Chris Welch es encantadora y debería conquistar los corazones de los adolescentes de todo el país”.

## Recepción de la crítica
Un escritor no especificado de la revista Cash Box declaró: “El LP debut del dúo es un sueño comercial, cargado de encanto y resaltado por la canción principal y las buenas versiones de «Sweets for My Sweet» y el éxito número uno de Roy Orbison de los años 1960, «Oh, Pretty Woman». Ya sea cantando dulces baladas como «Born Too Late» y «I Found It» o temas dinámicos como «Just Like in the Movies» y «27 Screaming Young Girls», los hermanos Williams parecen haber dado con esa combinación mágica de sonidos tan esenciales para un producto exitoso. Varios arreglistas y productores, incluidos Wes Farrell, Danny Janssen, Bobby Hart, Jimmie Haskell y John Bahler, hicieron un gran trabajo en el LP”. Un escritor no especificado de la revista Billboard elogió “los buenos arreglos” que “desencadenan este conjunto de voces notablemente hábiles”.

## Lista de canciones
| Lado uno |                                             |                               |          |  |
| N.º      | Título                                      | Escritor(es)                  | Duración |  |
| 1.       | «One More Time»                             | Austin Roberts Chris Welch    | 3:00     |  |
| 2.       | «Which Way Is the Wind Gonna Blow Tomorrow» | Roberts Welch                 | 2:50     |  |
| 3.       | «Born Too Late»                             | Fred Tobias Charles Strouse   | 3:00     |  |
| 4.       | «I Love You, More Than You Love Me»         | Irwin Levine L. Russell Brown | 2:25     |  |
| 5.       | «I Found It»                                | Roberts Welch                 | 2:30     |  |
| 6.       | «Oh, Pretty Woman»                          | Roy Orbison Bill Dees         | 3:03     |  |

| Lado dos |                            |                                     |          |  |
| N.º      | Título                     | Escritor(es)                        | Duración |  |
| 1.       | «Just Like in the Movies»  | Danny Janssen Bobby Hart Tom Bahler | 3:10     |  |
| 2.       | «27 Screamin' Young Girls» | Levine Brown                        | 2:50     |  |
| 3.       | «Take It from the Top»     | Janssen Hart                        | 2:48     |  |
| 4.       | «Stay with Me Awhile»      | Janssen Hart                        | 2:20     |  |
| 5.       | «If I Had You»             | Janssen Hart                        | 2:41     |  |
| 6.       | «Sweets for My Sweet»      | Doc Pomus Mort Shuman               | 2:50     |  |

## Créditos y personal
Créditos adaptados desde las notas de álbum de One More Time.
Andy & David Williams
- Andy Williams – voces
- David Williams – voces

Músicos adicionales
- Hal Blaine – batería
- Gene Pello – batería
- Joe Osborn – bajo eléctrico
- Max Bennett – bajo eléctrico
- Larry Carlton – guitarra
- Ben Benay – guitarra
- Richard Bennett – guitarra
- Deans Parks – guitarra
- Mike Anthony – guitarra
- Michael Omartian – teclados
- Gary Coleman – percusión

Personal técnico
- Wes Farrell – productor (1–6, 8, 12), productor ejecutivo
- John Bahler – productor (1–6, 8, 12), arreglos (1–6, 8, 12)
- Danny Janssen – productor (7, 9–11)
- Bobby Hart – productor (7, 9–11)
- Jimmie Haskell – arreglos (7, 9–11)
- Herm Lewis – fotografía
- Keats Tyler – notas de álbum